# Gościszewo
Gościszewo (niem. Braunswalde) – wieś w Polsce położona w województwie pomorskim, w powiecie sztumskim, w gminie Sztum przy drodze krajowej nr 55.
Wieś królewska położona była w II połowie XVI wieku w województwie malborskim. 
Obecna nazwa została administracyjnie zatwierdzona 12 listopada 1946; wcześniej używano nazwy Brunszwałd. W latach 1945–1954 miejscowość była siedzibą gminy Gościszewo. W latach 1954–1972 wieś należała i była siedzibą władz gromady Gościszewo. W latach 1975–1998 miejscowość administracyjnie należała do województwa elbląskiego.

Na zachód od Gościszewa znajduje się rezerwat przyrody Parów Węgry.

We wsi znajduje się przystanek kolejowy na linii kolejowej nr 207 znajduje się przystanek kolejowy Gościszewo.

## Przemysł
We wsi znajdują się zakłady fabryki alarmów i zabezpieczeń Roger. Za główną drogą zlokalizowany jest Browar Gościszewo. W drodze na rezerwat Parów znajduje się nieczynna gorzelnia, a raczej jej ruiny.

## Zabytki
Drewniany kościół pod wezwaniem św. Józefa (dawniej św. Waleriana) wzniesiony został jeszcze przez Krzyżaków w XV wieku. Spalony w czasie potopu szwedzkiego, następnie odbudowany. Proboszczem parafii jest ks. Edward Słowik. Zachowany dworek Paula Heeringa.